# Harrier Jump Jet
Harrier, kdaj tudi Jump Jet je družina vojaških reaktivnih letal s sposobnostjo V/STOL (Vertical/Short TakeOff and Landing) -  kratek/vertikalen vzlet in vertikalen pristanek. Prednost letala je, da ne potrebuje dolgih vzletnih stez in lahko pristaja vertikalno na majhnem prostoru. Kdaj se za lažji vzlet na letalonosilkah uporabi skalalnica (ang. ski jump). Harrierja se uporablja na letalonosilkah veliko držav, ki si sicer ne bi mogle privoščiti velikih superletalonosilk z katapulti. Harrier lahko leti s hitrostjo okrog 1000 km/h, malce manj kot hitrost zvoka.
Obstajata dve generaciji s štirimi glavnimi različicami:
- Hawker Siddeley Harrier
  - British Aerospace Sea Harrier
- Boeing/BAE Systems AV-8B Harrier II
  - BAE Systems/Boeing Harrier II

Hawker Siddeley Harrier je prva generacija in je znan tudi kot AV-8A Harrier. Sea Harrier je mornarska različica. AV-8B in BAE Harrier II sta ameriška in britanska varianta druge generacije Harrierja.

## Tehnične specifikacije
|                    | Kestrel FGA.1        | Harrier GR3/AV-8A     | Sea Harrier FA2       | Harrier GR9           | AV-8B+ Harrier        |
| ------------------ | -------------------- | --------------------- | --------------------- | --------------------- | --------------------- |
| Posadka            | 1 (2 za trenažerja)  | 1 (2 za trenažerja)   | 1 (2 za trenažerja)   | 1 (2 za trenažerja)   | 1 (2 za trenažerja)   |
| Dolžina            | 42 ft 6 in (13,0 m)  | 47 ft 2 in (14,4 m)   | 46 ft 6 in (14,2 m)   | 46 ft 4 in (14,1 m)   | 47 ft 8 in (14,5 m)   |
| Razpon kril        | 22 ft 11 in (6,98 m) | 25 ft 3 in (7,70 m)   | 25 ft 3 in (7,70 m)   | 30 ft 4 in (9,25 m)   | 30 ft 4 in (9,25 m)   |
| Višina             | 10 ft 9 in (3,28 m)  | 11 ft 4 in (3,45 m)   | 12 ft 4 in (3,76 m)   | 11 ft 8 in (3,56 m)   | 11 ft 8 in (3,56 m)   |
| Prazna teža        | 10.000 lb (4.540 kg) | 12.200 lb (5.530 kg)  | 14.052 lb (6.370 kg)  | 12.500 lb (5.670 kg)? | 13.968 lb (6.340 kg)  |
| Maks. vzletna teža | 17.000 lb (7.710 kg) | 26.000 lb (11.800 kg) | 26.200 lb (11.900 kg) | 31.000 lb (14.100 kg) | 31.000 lb (14.100 kg) |
| Maks. hitrost      | 545 mph (877 km/h)   | 731 mph (1.180 km/h)  | 735 mph (1.180 km/h)  | 662 mph (1.070 km/h)  | 662 mph (1.070 km/h)  |
| Bojni radij        |                      | 200 nmi (370 km)      |                       | 300 nmi (556 km)      | 300 nmi (556 km)      |
| Motor              | Pegasus 6            | Pegasus 11 Mk 101     | Pegasus 11 Mk 106     | Pegasus 11 Mk 107     | Pegasus 11 Mk 105     |
| Potisk motorjev    | 15.000 lbf (66,7 kN) | 21.800 lbf (97,0 kN)  | 21.800 lbf (97,0 kN)  | 24.750 lbf (110 kN)   | 23.500 lbf (105 kN)   |
| Radar              | ni                   | ni                    | Blue Fox / Blue Vixen | ni                    | AN/APG-65             |

Sources: Norden